# Room Service (album de Bryan Adams)
Pour les articles homonymes, voir Room Service.
Room Service est un album de Bryan Adams sorti en 2004 chez Polydor (Europe) et Mercury (États-Unis).

## Liste des titres

### Édition standard
| No  | Titre                                 | Auteur                                             | Durée |
| --- | ------------------------------------- | -------------------------------------------------- | ----- |
| 1.  | East Side Story                       | Bryan Adams, Nicholas Bracegirdle, Gretchen Peters | 4:45  |
| 2.  | This Side of Paradise                 | Adams, Peters                                      | 3:50  |
| 3.  | Not Romeo Not Juliet                  | Adams, David Munday, Phil Thornalley               | 3:37  |
| 4.  | Flying                                | Adams, Robert John "Mutt" Lange                    | 4:04  |
| 5.  | She's a Little Too Good for Me        | Adams, Peters                                      | 2:37  |
| 6.  | Open Road                             | Adams, Eliot Kennedy                               | 3:35  |
| 7.  | Room Service                          | Adams, Kennedy                                     | 2:53  |
| 8.  | I Was Only Dreamin'                   | Adams, Peters                                      | 2:30  |
| 9.  | Right Back Where I Started From       | Adams, Kennedy                                     | 3:41  |
| 10. | Nowhere Fast                          | Adams, Jörgen Elofsson, Peters                     | 3:48  |
| 11. | Why Do You Have to Be So Hard to Love | Adams, Peters                                      | 2:58  |

Piste bonus sur l'édition japonaise
| No  | Titre                | Auteur        | Durée |
| --- | -------------------- | ------------- | ----- |
| 12. | Blessing in Disguise | Adams, Peters | 3:00  |

### Édition française
| No  | Titre                                               | Auteur                     | Durée |
| --- | --------------------------------------------------- | -------------------------- | ----- |
| 1.  | East Side Story                                     | Adams, Bracegirdle, Peters | 3:22  |
| 2.  | This Side of Paradise                               | Adams, Peters              | 3:50  |
| 3.  | Not Romeo Not Juliet                                | Adams, Munday, Thornalley  | 3:28  |
| 4.  | Flying                                              | Adams, Lange               | 4:04  |
| 5.  | She's a Little Too Good for Me                      | Adams, Peters              | 2:37  |
| 6.  | Open Road                                           | Adams, Kennedy             | 3:28  |
| 7.  | Room Service                                        | Adams, Kennedy             | 3:05  |
| 8.  | Ce n'était qu'un rêve (duo avec Emmanuelle Seigner) | Adams, Peters              | 2:30  |
| 9.  | Right Back Where I Started From                     | Adams, Kennedy             | 3:41  |
| 10. | Nowhere Fast                                        | Adams, Elofsson, Peters    | 3:48  |
| 11. | Why Do You Have to Be So Hard to Love               | Adams, Peters              | 2:58  |
| 12. | I Was Only Dreamin'                                 | Adams, Peters              | 2:32  |

## Certification
| Pays        | Association      | Certification | Ventes/Équivalence |
| ----------- | ---------------- | ------------- | ------------------ |
| Allemagne   | BVMI             | or            | 150 000            |
| Canada      | CRIA             | platine       | 100 000            |
| Royaume-Uni | BPI              | or            | 100 000            |
| Suisse      | IFPI Switzerland | or            | 20 000             |